# رانين مسنن

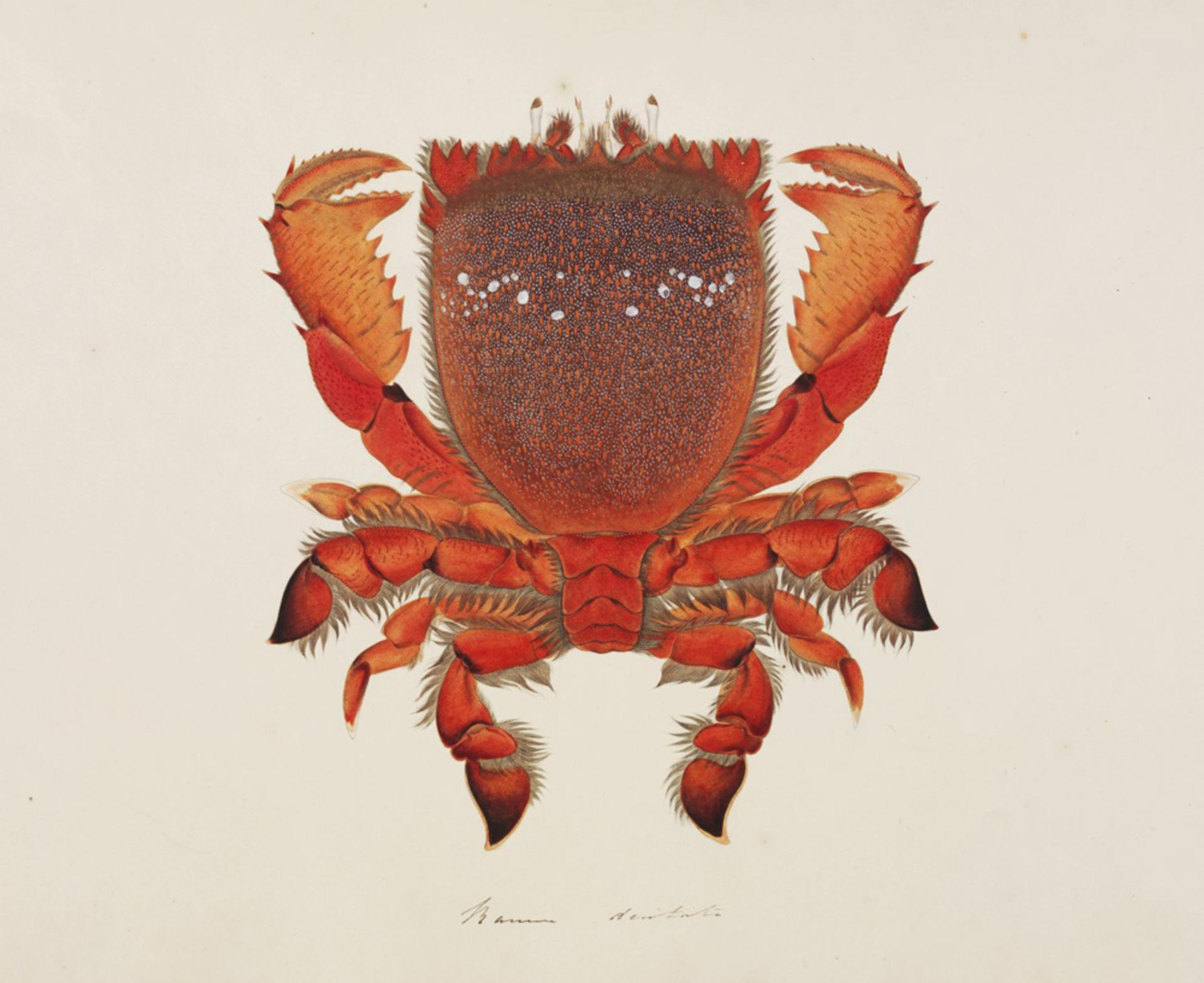
رانينا مسنن

رَانِين مُسَنَّن هو نوع في جنس رانين من السلطعون  موجود في جميع الموائل الاستوائية وشبه الاستوائية. غالبًا ما يصطياد للحومه وهو النوع الوحيد المعروف في جنسه.

## الوصف
يميز الرانين المسنن بسهولة عن غيره من أنواع السرطانات في موطنها بسبب درعه الجؤوي ذو المواج الأسفع مسنن الحافة الأمامية، والجزء الأوسط المستطيل. 